# 靖国神社崇敬奉賛会
靖國神社崇敬奉賛会（靖国神社崇敬奉賛会、やすくにじんじゃすうけいほうさんかい）は、靖国神社の崇敬奉賛を目的とする団体。会長は中山恭子。靖国神社の社務所内に事務局を置いている。

## 概要
「靖国神社御創立百三十周年」の記念事業として、1998年（平成10年）12月17日に旧靖国神社奉賛会と靖国講を統合し、設立された。靖国神社とは別個の組織だが、神社の事業を一体となって支えている。やすくに活世塾も運営している。

### 主な活動
靖国神社に合祀されている英霊を奉慰顕彰すると共に、その英霊の御心（みこころ）を受け継ぎ、健全なる国民道徳の作興と国家社会の安泰に寄与する事を目的としている。
春季例大祭・秋季例大祭への参加や、シンポジウムや講演会、公開講座などから「靖国神社」について学んだり、ひなまつりやこどもの日、七夕に親子が参加できるイベントや、元日本軍将校の小野田寛郎が理事長を務めた財団法人小野田自然塾でのキャンプなどの活動を行っている。

### 靖国神社崇敬奉賛会青年部「あさなぎ」
崇敬奉賛会の青年部組織。戦没者遺族の高齢化に伴い、「若い世代の靖国支援者」の獲得を目的としている。学生会員のオンラインクラブの有志が中心となって結成が発意され、2006年（平成18年）2月正式に靖国神社崇敬奉賛会青年部として発足した。会報『あさなぎ』（年4回）を発行している。
部員は崇敬奉賛会員のうち18歳以上40歳以下の有志で構成される。顧問には高森明勅と中西輝政がそれぞれ就任している。
共同通信社は、会報『あさなぎ』の論調が2010年の尖閣諸島中国漁船衝突事件以降、反中・排外主義的な傾向が強くなっていると報じた。崇敬奉賛会関係者によれば、「年配の会員の中には、青年部内に排外主義的な活動を目的とし、見識も未熟な者がいることを懸念する声があった」という。事実と異なる内容が掲載されているとの指摘がなされたこともあり、崇敬奉賛会は謝罪するとともに、会報編集のあり方も見直すとしている。

## 会員

### 会員数
2008年（平成20年）3月30日現在、靖国神社崇敬奉賛会の会員数は72,846名である。神社本庁も会員である。なお、会員数の内訳は次に掲げる通り。各会員についての説明は後述する。
- 維持会員 ： 234名
- 正会員 ： 43,094名
- 終身正会員 ： 13,901名
- 賛助会員 ： 347名
- 学生会員（遊就館友の会会員） ： 683名
- 特別会員 ： 606名
- 靖国講員 ： 13,981名
- 計 ： 72,846名

### 会員の種類
靖国神社崇敬奉賛会会員には次に掲げる種類がある。
- 維持会員 ： 会費年額1口5万円以上を納入する者のこと。
- 正会員 ： 会費年額1口3千円以上を納入する者のこと。
- 終身正会員 ： 個人として1回に会費5万円以上を納入する者のこと。1回、5万円以上納入すれば、以後、会費を払う必要はない。
- 賛助会員 ： 会費年額1口千円以上を納入する者のこと。
- 学生会員（遊就館友の会会員） ： 遊就館拝観を通し慰霊顕彰に関する学習を目的とし、25歳以下で会費年額1口千円以上を納入する者のこと。
- 特別会員 ： 高額の金品を1回に納入する者のこと。

### 会員の特典
靖国神社崇敬奉賛会会員になると、様々な特典が受けられる。賛助会員・学生会員（遊就館友の会会員）には受けられない特典もある。
- 毎年、年末に新しい「神札」と「靖国暦」が送られる。
- 社報の「靖国」が毎月、送られる。
- 春季・秋季例大祭をはじめ靖国神社諸行事の案内が送られる。
- 遊就館が無料で拝観できる。
- 靖国神社の図書館である「靖国偕行文庫」で図書の貸出サービスが受けられる。
- 「祭神之記」が送られる（ただし、靖国神社に合祀されている英霊の遺族にのみ）。
- 遊就館のカフェ、売店で1割引。
- 靖国神社の近郊ホテル（ダイヤモンドホテル・ホテルメトロポリタンエドモント等７館のホテル）が会員特別割引料金で宿泊できる。[2]

## 歴史
- 1998年（平成10年）12月17日 ： 靖国神社崇敬奉賛会設立。初代会長に山内豊秋が就任。
- 2002年（平成14年）
  - 5月31日 ： 第2代会長に久松定成が就任。
  - 7月13日 ： 学生会員（遊就館友の会会員）の制度を設立。
- 2004年（平成16年）5月 ： 稲田朋美を招いて講演会開催。
- 2005年（平成17年）1月 ： 安倍晋三を招いて講演会開催。
- 2008年（平成20年）5月25日 ： 第3代会長に扇千景が就任。
- 2010年（平成22年）4月 ： 第1期やすくに活世塾開講（初代の塾長高橋史朗、塾頭補佐打越和子、塾頭高森明勅）。
- 2020年（令和2年）10月 ： 第4代会長に中山恭子が就任。